# 托德·斯基普沃思
托德·斯基普沃思（英語：Todd Skipworth，1985年2月15日—），澳大利亚男子赛艇、铁人三项运动员。他曾代表澳大利亚参加世界赛艇锦标赛，获得一枚金牌和一枚银牌。他也曾参加2008年和2012年夏季奥运会。